# West Hill Lift
West Hill Lift eller West Hill Cliff Railway er en kabelbane i den sydengelske by Hastings ved Den engelske kanal.
Kabelbanens spor ligger det meste af vejen i en stor tunnel, der går op gennem klippen og giver adgang fra gadeplan til arealerne foran slottet i Hastings. Fra klippen, kaldet The West Hill, er der udsigt ud over kanalen mod syd, den gamle del af Hastings mod øst og centrum af byen mod vest.

Op ad den østlige klippe i Hastings, kaldet The East Hill, går byens anden kabelbane, East Hill Lift.

## Historie
Bygningen af West Hill Lift blev påbegyndt i 1889 af det private selskab The Hastings Lift Company. Linjen mødte i starten en del kritik lokalt, som især gik på, at byggeriet tog for lang tid i forhold til det lovede samt at prisen var væsentlig højere end budgetteret.

Linjen stod færdig i 1891 og vognene blev fra starten drevet af en gas-motor, som dog sidenhen (i 1971) er skiftet ud til en elektromotor.
Kabelbanens første selskab gik fallit i 1894, hovedsageligt på grund af de førnævnte grunde; for lang byggeperiode og for store omkostninger. Et nyt selskab, The Hastings Passenger Lift Company tog over og drev linjen frem til 1947, hvor Hastings Borough Council købte den. For at markere kabelbanens 100 års fødselsdag blev såvel vogne som øvrigt materiel udskiftet eller renoveret i 1991

## Tekniske data
West Hill Lift ejes af Hastings Borough Council og har følgende tekniske specifikationer:
- Længde 152 meter
- Højdeforskel mell. dal- og topstation: 52 meter
- Stigningsgrad: 1:3
- Stigning (i procent): 33%
- Antal vogne: 2
- Kapacitet: 16 passagerer pr vogn
- Banens forløb: Dobbeltsporet
- Sporvidde: 1,829 meter
- Drivmiddel 1889-1924: Gas
- Drivmiddel 1924-1971: Dieselolie
- Drivmiddel 1971- : Elektricitet
- Ibrugtagningsdato: 28. august 1891

## Billedgalleri
- Indgang til kabelbanen, sommer 2010
- Den ene af vognene er klar til afgang
- Et kig op ad sporet mod topstationen
- Topstationen set fra en af vognene
- Topstationen

## Links
- Artikel om kabelbanerne i Hastings (fra sitet Funicular Railways of the UK)
- Lokal site om kabelbanen
- West Hill Lift på 'Lift-World'